# 1919年香港
|        | 香港歷史 \| 香港歷史年表                                                                                                   |
| 世紀： | 19世紀香港 \| 20世紀香港 \| 21世紀香港                                                                                     |
| 年代： | 1880年代香港 \| 1890年代香港 \| 1900年代香港 \| 1910年代香港 \| 1920年代香港 \| 1930年代香港 \| 1940年代香港               |
| 年份： | 1915年香港 \| 1916年香港 \| 1917年香港 \| 1918年香港 \| 1919年香港 \| 1920年香港 \| 1921年香港 \| 1922年香港 \| 1923年香港 |
| 紀年： | 己未年（羊年）、香港開埠78周年                                                                                             |

## 大事記
- 1月1日，香港商人韋玉被封為爵士。
- 1月5日，香港大會堂舉行一戰停戰慶祝會。
- 2月22日，港督梅含理因病情惡化，宣佈辭職，其職務由輔政司施勳署理。[1]
- 2月，中國銀行在香港設立分行。
- 4月，中國代表向巴黎和會呈交備忘錄，要求收回租借地。
- 5月4日，西邊街卅四號發生槍劫案，1名華警被匪徒擊斃。[2]
- 5月10日，鹽業銀行在港設分行。
- 5月23日，署理港督施勳主持香港大學醫學院新院建成開幕典禮。[1]
- 6月3日，9名陶艾學塾的學生手持寫有國貨二字的雨傘遊行，被警方拘捕。
- 7月18至19日：全港慶祝一戰結束，世界和平。
- 7月26日，香港米荒，米價高漲，出現搶米潮。[1]
- 8月7日，中國政府糧食會議決定每日撥往港澳食米一萬擔。
- 8月18日，日本前首相、巴黎和會代表西園寺公望抵港。
- 8月22日，颱風正面襲港，皇家香港天文台於早上10時56分懸掛七號最高風球[3]，歷時達一日，至翌日早上才解除信號，風暴造成51艘船沉沒[4]，十餘人溺斃港內[5]。
- 9月20日，港府自行供給食米，照原價發售，米荒解除。
- 9月30日，第16任港督司徒拔抵港履新。
- 12月15日，域多利監獄4名囚犯劫殺獄官獄吏後越獄在逃。[1]
- 12月16日，香港華仁書院創立。
- 12月19日，萬國寶通銀行金庫兩箱2,500枚黃金被人調包失竊，成為懸案。[1]
- 本年：
  - 立法局通過《將長洲部份地區保留為歐洲人住宅區條例》，遭華人議員何福及劉鑄伯強烈反對。[1]
  - 中環消防總局大廈落成。
  - 香港晨報及自重日報創刊，督印人分別為黃伯耀及陳珍庭。[1]
  - 大澳街市竣工。
  - 青山公路屯門至荃灣段通車。
  - 西環濾水廠建成。
  - 政府財政收入為16,224,975港元，支出18,474,996元。[1]
  - 總人口為802,900，其中外國人佔19,400。[1]

## 出生人物
- 1月25日－張瑛，香港電影及電視演員（1984年逝世）。
- 4月25日－杨秀琼，前游泳運動員，首名代表中華民國參與奧運會泳賽的女運動員（1982年逝世）。